# Caulolatilus hubbsi
Caulolatilus hubbsi es una especie de pez del género Caulolatilus, familia Malacanthidae. Fue descrita científicamente por Dooley en 1978.
Se distribuye por el Pacífico Oriental: golfo de California en México hasta Perú, incluidas las islas Galápagos. La longitud estándar (SL) es de 36 centímetros. Puede alcanzar los 41 metros de profundidad.
Está clasificada como una especie marina inofensiva para el ser humano.